# Erwinville
Erwinville est une census-designated place de la paroisse de Baton Rouge Ouest, en Louisiane, aux États-Unis. 